# Celal Bayar
Mahmut Celal Bayar (16 de mayo de 1883-22 de agosto de 1986) fue un político turco que ocupó el cargo de 3.er presidente de Turquía.

## Primeros años
Nació en 1883 en Umurbey, un pueblo de Gemlik en Bursa, Imperio Otomano, como el hijo de un líder religioso y profesor que había emigrado de Lom (Bulgaria). Después de la escuela, trabajó en el tribunal y después en Gemlik Ziraat Bankası. Más tarde trabajó en el Deutsche Orientbank en Bursa.

## Carrera política
En 1908, se unió a los voluntarios de la tropa de "Ittihad Terakki Cemiyeti" (Comité de Unión y Progreso), una organización política de Jóvenes Turcos, donde se convirtió en un miembro importante. Se desempeñó como secretario general de la recién fundada rama Bursa y más tarde de la rama İzmir de este partido. Contribuyó a la fundación de una universidad y una escuela de ferrocarril.
En 1919, Bayar fue elegido para el Parlamento del Imperio otomano en Estambul, como diputado de Saruhan (hoy Manisa). Como no estaba de acuerdo con la nueva Constitución determinada por el sultán, en 1920 se unió, en Ankara, a Mustafá Kemal por la guerra de Independencia turca. Se convirtió en un miembro activo de la "Müdafaa-i Hukuk Cemiyeti" (Asociación para la Defensa de los Derechos de Anatolia y Rumelia), otra organización política, formada después de la Guerra Mundial. Se convirtió en diputado por Bursa en la recién creada Gran Asamblea Nacional de Turquía. El mismo año, se desempeñó como Viceministro de Economía y , el 27 de febrero de 1921, fue nombrado ministro de Economía. Llevó la comisión de negociación durante el levantamiento de Çerkes Ethem. En 1922, Bayar formó parte de la delegación de Turquía durante la Conferencia de Paz de Lausana como asesor de İsmet İnönü. Después de las elecciones en 1923, se desempeñó como diputado por İzmir en el Parlamento. El 26 de agosto de 1924, fundó Türkiye Bankasi en Ankara y fue su director hasta 1932.
El 25 de octubre de 1937 Mustafa Kemal Atatürk lo nombró como primer ministro del 9.º gobierno después de que İsmet İnönü dejara el gobierno. Continuó desempeñándose como primer ministro cuando Atatürk murió e İnönü fue nombrado presidente en 1938. Las diferencias de opinión con İnönü le llevaron a dejar el puesto en 25 de enero de 1939.
Hasta 1945, fue miembro del Partido Republicano del Pueblo, un partido republicano. A continuación, el 7 de enero de 1946, fundó el Partido Demokrat (Partido Demócrata), un partido conservador de tendencia económica liberal, junto con Adnan Menderes, Fuat Koprulu y Refik Koraltan. El PD ganó, con 408 de 487 escaños, la mayoría en las primeras elecciones generales libres de la historia turca, el 14 de mayo de 1950. El parlamento eligió a Bayar, presidente del PD, como Presidente de Turquía. Posteriormente fue reelegido en 1954 y 1957, sirviendo durante 10 años como presidente. En ese período, Adnan Menderes fue su primer ministro. Fue durante su presidencia que se efectuaron las revueltas antigriegas en Estambul en 1955

## Golpe de Estado
El 27 de mayo de 1960, las fuerzas armadas organizaron un golpe de Estado y se envió a Celal Bayar junto con Adnan Menderes y algunos otros miembros del partido y del gobierno a una corte militar en la pequeña isla Yassiada en el Mar de Mármara el 10 de junio del mismo año. Él y otros 15 miembros del partido fueron juzgados por violar la Constitución y condenados a muerte por el Tribunal Superior de Justicia el 15 de septiembre de 1961. La junta militar aprobó la pena de muerte para Menderes, y Polatkan Zorlu, pero la pena a Bayar y a otros 12 miembros del partido fue conmutada por la de cadena perpetua. Bayar fue enviado a la cárcel de Kayseri, pero fue puesto en libertad el 7 de noviembre de 1964, debido a su mala salud.
Bayar fue indultado en 1966. Le fueron restaurados sus plenos derechos políticos en 1974, pero declinó la invitación a ser miembro vitalicio del Senado, sobre la base de que uno solo puede representar a la gente en el caso de ser elegido. Murió el 22 de agosto de 1986 en Estambul a la edad de 103 años. Fue padre de tres hijos.
En 1958, la Freie Universität Berlin (Universidad Libre de Berlín) le concedió un título de doctor honoris causa. La Universidad establecida en 1992 en Manisa lleva su nombre.
| Predecesor: İsmet İnönü | Presidente de Turquía 1950-1960      | Sucesor: Cemal Gürsel |
| Predecesor: İsmet İnönü | Primer ministro de Turquía 1937-1939 | Sucesor: Refik Saydam |